# 香川大学教育学部附属幼稚園高松園舎
香川大学教育学部附属幼稚園高松園舎（かがわだいがくきょういくがくぶふぞくようちえんたかまつえんしゃ）は、香川県高松市にある国立幼稚園。

## 沿革
- 1976年（昭和51年）4月　香川大学教育学部附属幼稚園高松園舎発足
- 2004年（平成16年）4月　国立大学法人化

## 所在地
- 香川県高松市番町五丁目1番55号